# الغواصة الألمانية يو-72 (1940)
غواصة يو-72 غواصة يو ألمانية من الفئة السابعة سي بنيت لسلاح بحرية ألمانيا النازية كريغسمارينه، في أحواض بناء السفن فريدريش كروب في كيل خلال الحرب العالمية الثانية.